# IC 4324
IC 4324 ist eine Spiralgalaxie vom Hubble-Typ Sbc im Sternbild Zentaur südlich des Himmelsäquators. Sie ist schätzungsweise 224 Millionen Lichtjahre von der Milchstraße entfernt.
Das Objekt wurde am 4. Mai 1904 von Royal Harwood Frost entdeckt.